# François-Joseph Lecat
Pour les articles homonymes, voir Lecat.
François-Joseph Lecat, né à Gand, le 18 novembre 1764, mort le 30 janvier 1842 à Paris, est un général français de la Révolution et de l’Empire.

## Biographie
Volontaire dans la garde nationale parisienne (bataillon des Carmes) en 1789, et nommé caporal en 1790, il prend part aux événemens de cette époque et entre le 22 janvier 1792 comme sous-lieutenant au 103e régiment d'infanterie de nouvelle formation.
Il part pour l'armée de la Moselle en 1792, passe adjoint aux adjudants-généraux le 11 juillet 1793, sert en cette qualité auprès du général Jacopin depuis le 8 frimaire jusqu'au 21 nivôse an II, se distingue dans toutes les affaires, notamment à Freichweiller, près de Niederbronn où, sous les yeux du général en chef Hoche, il fait des prodiges de valeur, et les 5 et 6 nivôse à l'évacuation forcée des lignes de la Lauter et de Lignes de Wissembourg, et à la levée du blocus de Landau par l'ennemi.
Nommé adjudant-général chef de bataillon le 29 thermidor an II, il combat à l'armée de Rhin-et-Moselle, mais n'ayant pas été compris dans l'organisation des états-majors du 25 prairial an III, il reçoit l'ordre de rejoindre le corps auquel il appartenait avant sa nomination d'adjudant-général. Ce corps n'existant plus, Lecat réclame, et sur la demande du général Hoche, il est réintégré par arrêté du Directoire en date du 12 floréal an IV dans le grade de capitaine d'infanterie, et mis à la disposition du général Hoche, qui l'emploie provisoirement le 26 brumaire an V ([6 novembre 1796) dans le grade d'adjudant-général à l'armée de l'Ouest, puis à la première expédition d'Irlande en 1796, enfin à l'armée de Sambre-et-Meuse.
Après la mort de son protecteur, il sert aux armées d'Allemagne et du Rhin jusqu'à la suppression de cette dernière en l'an XI, est attaché à la deuxième expédition d'Irlande rassemblée à Brest, et reste un moment sans destination, « cette expédition n'ayant pas eu lieu ».
Confirmé adjudant-général chef de brigade le 25 nivose an VII, il fait les campagnes des ans VII, VIII et IX aux armées d'Italie, et des Alpes, continue ses services en Italie pendant les ans X et XI, et en dernier lieu, ans XII et XIII comme adjudant-commandant chef de l'état-major de la 3e division à Brescia, et est compris comme officier de la Légion d'honneur dans la promotion du 25 prairial an XII.
Attaché au corps d'Italie « qui opère d'une manière si brillante pendant la campagne de l'an XIV », il sert sans interruption dans ce royaume jusqu'en 1814, période pendant laquelle il suit l'armée en Allemagne en 1809, combat encore en 1813, et est nommé lors du blocus de Venise le 10 février 1814, général de brigade provisoire par le général gouverneur Seras.
De retour à Paris et mis en demi-solde d'adjudant-commandant, Lecat obtient la croix de Saint-Louis le 20 août de la même année, puis le 3 janvier 1815 le grade honorifique de maréchal-de-camp, avec solde de retraite de colonel.
Confirmé général de brigade par l'Empereur le 15 juin de la même année, il n'exerce que temporairement ces fonctions, et, « malgré les plus justes réclamations », il ne peut obtenir le maximum de la retraite de colonel. Mais à la révolution de Juillet 1830 il fait valoir avec plus de fruit ses anciennes prétentions, et il est donc titulairement élevé au grade de maréchal-de-camp par ordonnance du 19 novembre 1831, pour prendre rang de ce jour.
Il est mort le 30 janvier 1842.

## Décorations
| Officier de la Légion d'Honneur | Chevalier de Saint-Louis |

- Légion d'honneur[3] :
  - Chevalier de la Légion d'honneur le 1er vendémiaire an XII (24 septembre 1803), puis,
  - Officier de la Légion d'honneur le 25 prairial an XII (14 juin 1804) ;
- Chevalier de Saint-Louis le 20 août 1814) ;